# Bussy-Albieux
Pour les articles homonymes, voir Bussy.
Bussy-Albieux est une commune française située dans le département de la Loire en région Auvergne-Rhône-Alpes, et faisant partie de Loire Forez Agglomération.

## Géographie
| Nollieux    | Saint-Germain-Laval | Pommiers-en-Forez        |

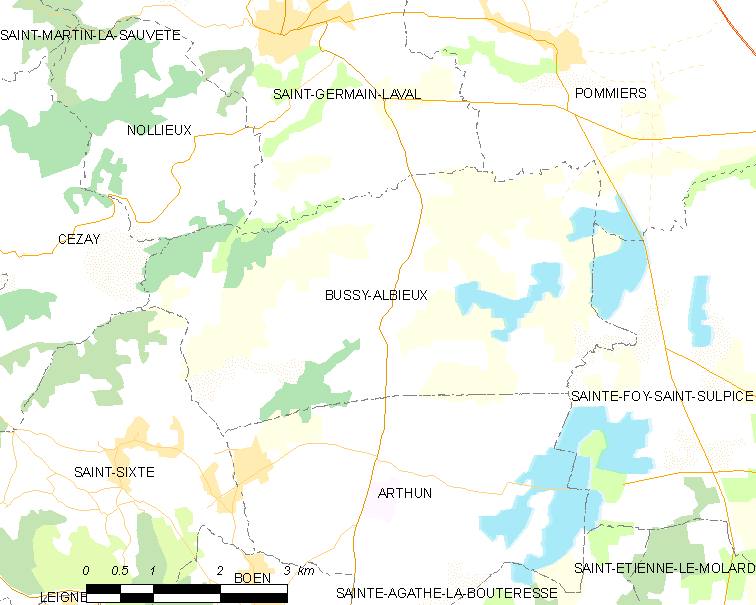
Localisation du village et des communes aux alentours

| Cezay       | Bussy-Albieux       | Sainte-Foy-Saint-Sulpice |
| Saint-Sixte | Arthun              |                          |

Bussy-Albieux fait partie du Forez.

### Climat
Pour des articles plus généraux, voir Climat d'Auvergne-Rhône-Alpes et Climat de la Loire.
En 2010, le climat de la commune est de type climat océanique dégradé des plaines du Centre et du Nord, selon une étude du Centre national de la recherche scientifique s'appuyant sur une série de données couvrant la période 1971-2000. En 2020, Météo-France publie une typologie des climats de la France métropolitaine dans laquelle la commune est exposée à un climat de montagne ou de marges de montagne et est dans la région climatique Nord-est du Massif Central, caractérisée par une pluviométrie annuelle de 800 à 1 200 mm, bien répartie dans l’année.
Pour la période 1971-2000, la température annuelle moyenne est de 10,7 °C, avec une amplitude thermique annuelle de 16,6 °C. Le cumul annuel moyen de précipitations est de 749 mm, avec 9,1 jours de précipitations en janvier et 6,9 jours en juillet. Pour la période 1991-2020, la température moyenne annuelle observée sur la station météorologique de Météo-France la plus proche, « Boën-sur-Lignon », sur la commune de Boën-sur-Lignon à 6 km à vol d'oiseau, est de 11,8 °C et le cumul annuel moyen de précipitations est de 629,5 mm,. Pour l'avenir, les paramètres climatiques de la commune estimés pour 2050 selon différents scénarios d'émission de gaz à effet de serre sont consultables sur un site dédié publié par Météo-France en novembre 2022.

## Urbanisme

### Typologie
Au 1er janvier 2024, Bussy-Albieux est catégorisée commune rurale à habitat dispersé, selon la nouvelle grille communale de densité à sept niveaux définie par l'Insee en 2022.
Elle est située hors unité urbaine et hors attraction des villes,.

### Occupation des sols
L'occupation des sols de la commune, telle qu'elle ressort de la base de données européenne d’occupation biophysique des sols Corine Land Cover (CLC), est marquée par l'importance des territoires agricoles (83,5 % en 2018), en diminution par rapport à 1990 (86,8 %). La répartition détaillée en 2018 est la suivante : 
prairies (39,1 %), terres arables (36,8 %), forêts (9,1 %), zones agricoles hétérogènes (7,6 %), eaux continentales (4,4 %), zones urbanisées (3 %). L'évolution de l’occupation des sols de la commune et de ses infrastructures peut être observée sur les différentes représentations cartographiques du territoire : la carte de Cassini (XVIIIe siècle), la carte d'état-major (1820-1866) et les cartes ou photos aériennes de l'IGN pour la période actuelle (1950 à aujourd'hui).

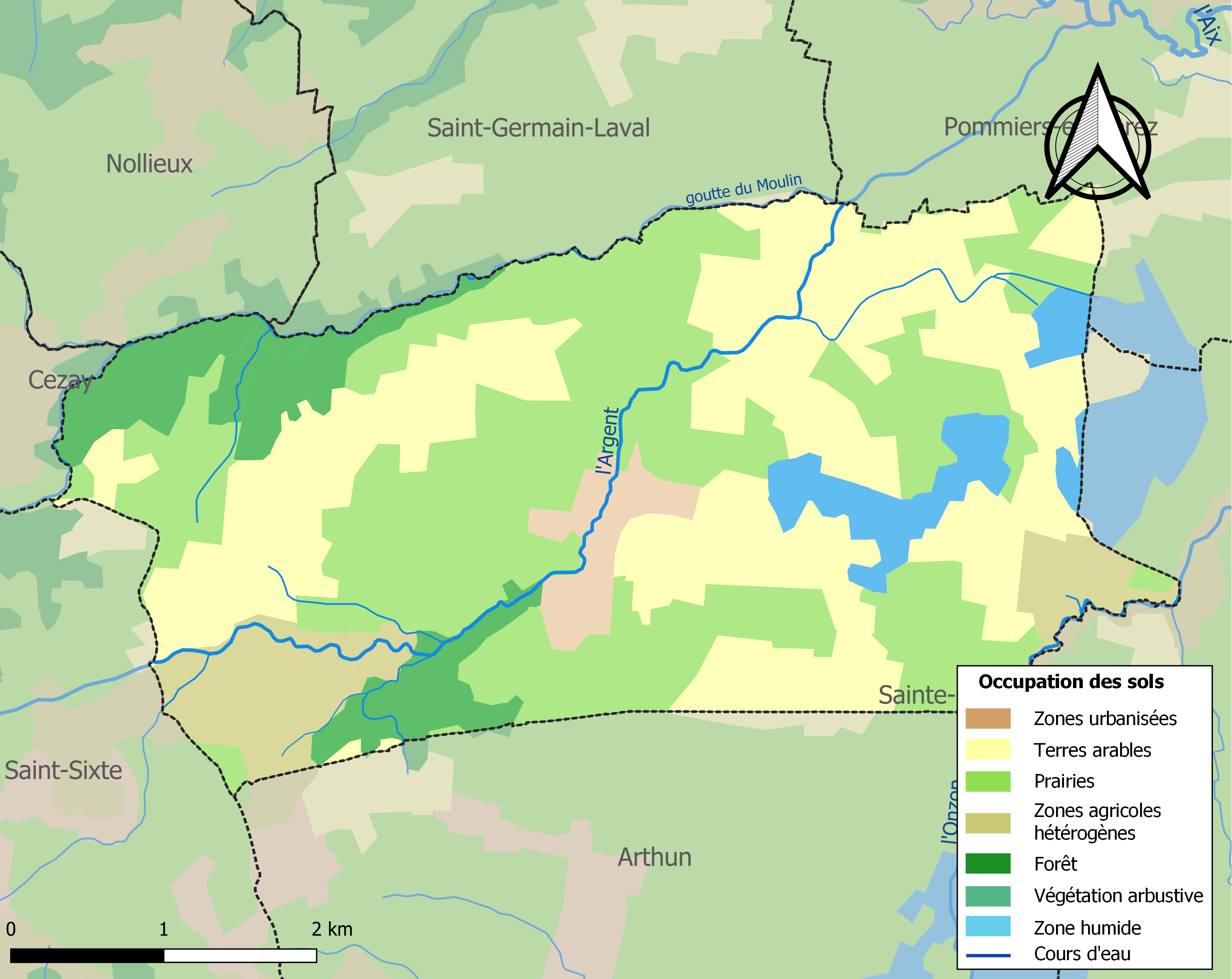
Carte des infrastructures et de l'occupation des sols de la commune en 2018 (CLC).

## Histoire
Vestiges gallo-romains
On a trouvé une inscription gallo-romaine lors de la destruction de l'ancienne église. Elle contient une mention rare à un "préfet du temple des déesses Segeta et Dunisia : 
"...fil. A () civitatis Segusiavorum praefecto tempuli deae Segatae Fori Seg. allecto tempuli Dunisiae praefectorio maximo euiusdem tempuli pagus ...ublocnus patrono",.
Moyen Âge
Bussy était une des châtellenies du comté de Forez et possédait un château-fort.
Fondé en 1046, le prieuré Sainte Marie de Bussy fut placé sous la dépendance de l'abbaye de Savigny, puis sous celle du doyenné de Teylan. 
L'église de Bussy était à cette date sous le vocable de Saint-Martin ; en 1225, le prieur de Pommiers était collateur de la cure.
Ancien Régime
En 1780, le prieuré fut réuni au chapitre de Leigneux.
À la veille de la Révolution française, Bussy-Albieux était une paroisse du comté de Forez qui relevait du point de vue religieux de l'archiprêtré de Pommiers, du point de vue administratif de l'élection de Roanne et du point de vue judiciaire du ressort de la sénéchaussée de Montbrison.
Source : 
Jean-Étienne Dufour, Dictionnaire topographique du Forez et des paroisses du Lyonnais et du Beaujolais formant le département de la Loire, 1184 p., Mâcon, 1946

## Politique et administration
| Période                                  | Période   | Identité       | Étiquette | Qualité |
| ---------------------------------------- | --------- | -------------- | --------- | ------- |
| Les données manquantes sont à compléter. |           |                |           |         |
| mars 2001                                | mars 2008 | Etienne Pontet |           |         |
| mars 2008                                | mai 2020  | Bernard Vial   |           |         |
| mai 2020                                 | En cours  | Serge Derory   |           |         |

Bussy-Albieux faisait partie de la communauté de communes du Pays d'Astrée de 1995 à 2016 puis a intégré Loire Forez Agglomération.

## Démographie
L'évolution du nombre d'habitants est connue à travers les recensements de la population effectués dans la commune depuis 1793. Pour les communes de moins de 10 000 habitants, une enquête de recensement portant sur toute la population est réalisée tous les cinq ans, les populations de référence des années intermédiaires étant quant à elles estimées par interpolation ou extrapolation. Pour la commune, le premier recensement exhaustif entrant dans le cadre du nouveau dispositif a été réalisé en 2005.

En 2022, la commune comptait 542 habitants, en évolution de +0,93 % par rapport à 2016 (Loire : +1,32 %, France hors Mayotte : +2,11 %).
| 1793 | 1800 | 1806 | 1821 | 1831 | 1836 | 1841 | 1846 | 1851 |
| ---- | ---- | ---- | ---- | ---- | ---- | ---- | ---- | ---- |
| 700  | 777  | 717  | 680  | 652  | 653  | 623  | 670  | 645  |

| 1856 | 1861 | 1866 | 1872 | 1876 | 1881 | 1886 | 1891 | 1896 |
| ---- | ---- | ---- | ---- | ---- | ---- | ---- | ---- | ---- |
| 713  | 734  | 762  | 789  | 765  | 805  | 774  | 808  | 816  |

| 1901 | 1906 | 1911 | 1921 | 1926 | 1931 | 1936 | 1946 | 1954 |
| ---- | ---- | ---- | ---- | ---- | ---- | ---- | ---- | ---- |
| 875  | 901  | 806  | 671  | 618  | 561  | 527  | 485  | 480  |

| 1962 | 1968 | 1975 | 1982 | 1990 | 1999 | 2005 | 2006 | 2010 |
| ---- | ---- | ---- | ---- | ---- | ---- | ---- | ---- | ---- |
| 474  | 486  | 478  | 434  | 448  | 441  | 454  | 458  | 482  |

| 2015 | 2020 | 2022 | - | - | - | - | - | - |
| ---- | ---- | ---- | - | - | - | - | - | - |
| 535  | 537  | 542  | - | - | - | - | - | - |

## Lieux et monuments
- Église Saint-Martin de Bussy-Albieux. Elle est inscrite à l'Inventaire général du patrimoine culturel[20].

## Héraldique
| Blason de Bussy-Albieux | Blason  | D'argent à la croix estrée et alésée de vair, crossée d'or, accompagnée de trois écussons, de sinople à la fasce ondée d'argent en chef dextre, d'argent à la fasce crénelée de trois pièces de gueules et maçonné de sable en chef senestre et d'argent au roseau à massette fleuri de deux pièces au naturel, brochant en pointe sur le pied de la croix. |
| Blason de Bussy-Albieux | Détails | Création Les Héraldistes républicains, 2002. |